# Сцинкообразные
Сцинкообразные (лат. Scincomorpha) — инфраотряд чешуйчатых пресмыкающихся подотряда Scinciformata. Относящиеся к этому инфраотряду виды распространены по всему миру в умеренных, тропических и субтропических регионах.

## Систематика
Ранее в эту группу включались такие ящерицы как геррозавры (Gerrhosauridae), гимнофтальмусы (Gymnophthalmidae), настоящие ящерицы (Lacertidae), ночные ящерицы (Xantusiidae), поясохвосты (Cordylidae), сцинковые (Scincidae) и тейиды (Teiidae). Но современные исследователи помещают многие из этих групп в другой инфраотряд Lacertoidea из-за их филогенетической отдалённости друг от друга, что в свою очередь необходимо для поддержания монофилии сцинкообразных.
Согласно предложенной американским герпетологом Стивеном Хеджесом в 2014 году классификации, в состав инфраотряда сцинкообразных входит три надсемейства и девять семейств:
- Надсемейство Acontoidea Gray, 1839
  - Семейство Acontidae Gray, 1839
- Надсемейство Lygosomoidea Mittleman, 1952
  - Семейство Ateuchosauridae Hedges, 2014
  - Семейство Egerniidae Welch, 1982
  - Семейство Eugongylidae Welch, 1982
  - Семейство Lygosomidae Mittleman, 1952
  - Семейство Mabuyidae Mittleman, 1952
  - Семейство Ristellidae Hedges, 2014
  - Семейство Sphenomorphidae Welch, 1982
- Надсемейство Scincoidea Oppel, 1811
  - Семейство Scincidae Oppel, 1811 — Сцинковые

## Ископаемые
- Bothriagenys mysterion Nydam 2002 — вид ящериц, живших в меловом периоде около 112—99 млн лет назад на территории штата Юта, США.
- Paramacellodus